# 한국어의 계통
한국어의 계통은 한반도와 한반도의 주변 도서, 그리고 연변 조선족 자치주 등에서 쓰이는 언어인 한국어의 언어학적 계통에 대한 것이다.
핀란드의 언어학자 구스타프 욘 람스테트가 〈한국어에 대한 관견〉(1928)에서 한국어는 알타이어족의 초기에 분기한 언어임을 주장한 이래, 20세기에는 주로 한국어 알타이어족설이 유력하게 받아들여졌다. 그러나 알타이어족을 재구할 자료가 부족하여 그 신뢰성을 의심하는 측에서는 고립어설이나 한국어족설을 주장한다. 그 밖에 비알타이어 기층설, 인도유럽어족설 등이 존재한다.

## 알타이어족설
알타이어족설은 한국어가 알타이어족에 속하는 언어들과 문법적 특징을 공유하고 있다는 것에서 같은 어족으로 분류한 학설이다. 알타이어족이란 19세기부터 연구가 이루어져 왔다. 이 알타이어족설을 지지하는 학자로는 언어학의 대가라고 불리는 구스타프 욘 람스테트(Gustaf John Ramstedt, 1873~1950)와 예프게니 폴리바노프 그리고 현대 언어학자인 로이 앤드류 밀러가 있다.
람스테트는 논문 〈한국어에 대한 관견〉(1928)에서 우랄알타이어족을 폐기하는 대신 알타이어족을 분리해냈으며, 한국어는 동아시아의 여러 언어 가운데 일찍이 분기한 언어라고 주장하였다. 이후 그는 《한국어의 문법》(1939)에서 음운 대응에 주목하여 한국어가 알타이어족에 속하는 언어임을 더욱 강하게 주장하였다. 그는 《한국어 어원연구》(1949), 《알타이어학 개설》(1952/57/66)에서도 한국어와 알타이어족의 동계를 입증할 만한 자료를 제시하였다.
람스테트 이후, 러시아의 언어학자 니콜라스 포페는 한국어와 알타이제어가 공유하는 특성을 여러 가지 밝혀냈으나, 그러면서도 《알타이 언어학으로의 초대》(1965)에서 “한국어의 위치는 그다지 확실하지 않다”라며 아래의 세 가지 가능성을 제시하였다.
1. 한국어는 알타이제어와 친근 관계가 있을 수 있다.
2. 원시 한국어는 알타이 통일체가 만들어지기 전, 매우 이른 시기에 분열하였을 수 있다.
3. 한국어는 비알타이어로 고대 알타이어를 기층언어로 흡수하였거나, 기층언어인 알타이어 위에 얹혔을 수 있다.

언어계통의 중요성에 있어서는 문법적인 요소가 가장 많이 부각되는 것이 사실이며 한국어와 알타이어족의 고대언어의 유사성에 대해서도 20세기에 언어학자들에 의해 수많은 연구가 이루어지고 있다. 대한민국의 정규 교육과정에서 한국어를 알타이어족설이라는 것 위주로 가르쳤기 때문에 많은 사람들이 한국어가 알타이어족에 속한다고 알고 있다. 대한민국의 언어학자 이기문은 한국어가 알타이어족과 공유하는 성질이 많기는 하나, 알타이어족에 속하는 퉁구스 어군, 몽골 어군, 투르크 어군들이 서로 같은 단어가 많은 한편 한국어에는 차용어로 인해 알타이어족의 단어가 많이 사라졌다고 주장하였다.

## 고립어설
한국어를 비교언어학적으로 고립어(language isolate)로 보는 주장도 있다. 맨체스터 대학교의 알렉스 버라타, 케임브리지 대학교의 스테판 게오르크, 유타 대학교의 마우리시오 믹스코 등이 고립어설을 지지한다.
제주 방언이 한국어와 크게 차이나는 점에 주목하여 제주 방언을 제주어라는 별도의 언어로 분리하고, 두 언어를 한국어족으로 분류하기도 한다.

## 중국티베트어족 설
중국티베트어족설은 지지받고 있지 않다. 스타로스틴에 따르면 고대 중국어에서 강은 *kraŋ이라 추측했는데 이는 한국 고유어의 가람과 유사하다는 의견도 있으나 고대 중국어 발음 자체가 현존하지 않기 때문에 확실히 알 수 없어 폐기된 설이다. 이 말고도 일부 *prəm과 바람을 포함해서 기초 수사에서는 *ka(고립되다)와 *kajs(각자)가 하나의 고대 한국어인 *katɒna 유사하다고 주장하거나 *səm과 셋이 유사성을 보이는 주장이 있으나 극히 일부 단어가 유사하며 고대 중국어 발음 자체가 불확실하기 때문에 지지받는 설이 아니다. 스타로스틴은 고대 중국어의 일부 어휘가 알타이어적 영향을 받은 것이라고 생각하였다. 특히 한국어와 중국어의 문법 구조와 음운 구조가 그리고 기초 어휘가 완전히 다르기 때문에 중국티베트어족이 아니라는 설이 지지받는다. 이런 극히 일부 기초 어휘의 유사성으로 인해 일부 민족주의자들은 한민족이 한자를 만들었다고 하지만 이 주장에는 근거가 부족하다.

## 한일어족설
한국어와 일본어는 기초어휘와 문법적으로 유사하다는 점에 근거하여 한국어족을 일본어족과 통합한 주장이다.